# Порано
Пора̀но (на италиански: Porano) е село и община в Централна Италия, провинция Терни, регион Умбрия. Разположено е на 444 m надморска височина. Населението на общината е 1971 души (към 2010 г.).